# NHL Entry Draft 1992
L'NHL Entry Draft 1992 è stato il 30º draft della National Hockey League. Si è tenuto il 20 giugno 1992 presso il Forum de Montréal di Montréal.
Questa fu l'ultima edizione dell'Entry Draft tenutasi presso il palazzetto dei Montreal Canadiens, luogo dove nel 1980 si svolse per la prima volta con la possibilità per il pubblico di essere presente all'evento. A causa dell'aumento del numero delle franchigie, grazie al debutto dei Tampa Bay Lightning e degli Ottawa Senators, i giri del Draft scesero a undici, mentre il numero di giocatori scelti rimase invariato a 264. In seguito alla caduta della cortina di ferro vi fu un aumento esponenziale di giocatori russi e cecoslovacchi, rispettivamente 39 e 20 contro i 24 e i 10 dell'anno precedente, mentre in totale i giocatori non americani crebbero da 55 ad 89.
I Tampa Bay Lightning selezionarono il difensore cecoslovacco Roman Hamrlík dal PSG Zlín, gli Ottawa Senators invece come seconda scelta puntarono sul centro russo Aleksej Jašin, proveniente dalla Dinamo Mosca, mentre i San Jose Sharks scelsero in terza posizione il difensore canadese Mike Rathje dei Medicine Hat Tigers. Fra i 264 giocatori selezionati 155 erano attaccanti, 85 erano difensori mentre 24 erano portieri. Dei giocatori scelti 125 giocarono in NHL mentre nessuno di loro entrò a far parte della Hockey Hall of Fame.

## Expansion Draft
L'NHL Expansion Draft 1992, il settimo nella storia della NHL, si svolse il 18 giugno 1992 a Montréal. Il draft ebbe luogo per permettere di completare il roster delle due nuove franchigie iscritte alla NHL a partire dalla stagione 1992-93, i Tampa Bay Lightning e gli Ottawa Senators.

## Turni
|  | = NHL All-Star Team |  |  | = NHL All-Star |  |

Legenda delle posizioni

A = Attaccante   AD = Ala destra   AS = Ala sinistra   C = Centro   D = Difensore   P = Portiere

### Primo giro
| #  | Giocatore                | Nazionalità    | Squadra NHL                                         | Squadra di provenienza                      |
| -- | ------------------------ | -------------- | --------------------------------------------------- | ------------------------------------------- |
| 1  | Roman Hamrlík (D)        | Cecoslovacchia | Tampa Bay Lightning                                 | PSG Zlín (Extraliga)                        |
| 2  | Aleksej Jašin (C)        | Russia         | Ottawa Senators                                     | Dinamo Mosca (URSS)                         |
| 3  | Mike Rathje (D)          | Canada         | San Jose Sharks                                     | Medicine Hat Tigers (WHL)                   |
| 4  | Todd Warriner (AS)       | Canada         | Quebec Nordiques                                    | Windsor Spitfires (OHL)                     |
| 5  | Darius Kasparaitis (D)   | Russia         | New York Islanders (da Toronto)                     | Dinamo Mosca (URSS)                         |
| 6  | Cory Stillman (AS)       | Canada         | Calgary Flames                                      | Windsor Spitfires (OHL)                     |
| 7  | Ryan Sittler (AS)        | Canada         | Philadelphia Flyers                                 | Nichols High School (USHS-New York)         |
| 8  | Brandon Convery (C)      | Canada         | Toronto Maple Leafs (da NY Islanders)               | Sudbury Wolves (OHL)                        |
| 9  | Róbert Petrovický (AD)   | Cecoslovacchia | Hartford Whalers                                    | Dukla Trenčín (Extraliga)                   |
| 10 | Andrej Nazarov (AS)      | Russia         | San Jose Sharks (da Minnesota)                      | Dinamo Mosca (URSS)                         |
| 11 | David Cooper (D)         | Canada         | Buffalo Sabres                                      | Medicine Hat Tigers (WHL)                   |
| 12 | Sergej Krivokrasov (AD)  | Russia         | Chicago Blackhawks (da Winnipeg)                    | CSKA Mosca (URSS)                           |
| 13 | Joe Hulbig (AS)          | Stati Uniti    | Edmonton Oilers                                     | St. Sebastian's School (USHS-Massachusetts) |
| 14 | Sergej Gončar (D)        | Russia         | Washington Capitals (da St. Louis)                  | Traktor Čeljabinsk (URSS)                   |
| 15 | Jason Bowen (D)          | Canada         | Philadelphia Flyers (da Los Angeles via Pittsburgh) | Tri-City Americans (WHL)                    |
| 16 | Dmitrij Kvartal'nov (AS) | Russia         | Boston Bruins                                       | San Diego Gulls (IHL)                       |
| 17 | Sergej Bautin (D)        | Russia         | Winnipeg Jets (da Chicago)                          | Dinamo Mosca (URSS)                         |
| 18 | Jason Smith (D)          | Canada         | New Jersey Devils                                   | Regina Pats (WHL)                           |
| 19 | Martin Straka (C)        | Cecoslovacchia | Pittsburgh Penguins                                 | Plzeň 1929 (Extraliga)                      |
| 20 | David Wilkie (D)         | Stati Uniti    | Montreal Canadiens                                  | Kamloops Blazers (WHL)                      |
| 21 | Libor Polášek (C)        | Cecoslovacchia | Vancouver Canucks                                   | Vítkovice Steel (Extraliga)                 |
| 22 | Curtis Bowen (AS)        | Canada         | Detroit Red Wings                                   | Ottawa 67's (OHL)                           |
| 23 | Grant Marshall (AD)      | Canada         | Toronto Maple Leafs (da Washington)                 | Ottawa 67's (OHL)                           |
| 24 | Peter Ferraro (C)        | Stati Uniti    | New York Rangers                                    | Waterloo Black Hawks (USHL)                 |

### Secondo giro
| #  | Giocatore            | Nazionalità    | Squadra NHL                                       | Squadra di provenienza                             |
| -- | -------------------- | -------------- | ------------------------------------------------- | -------------------------------------------------- |
| 25 | Chad Penney (C)      | Canada         | Ottawa Senators                                   | North Bay Centennials (OHL)                        |
| 26 | Drew Bannister (D)   | Canada         | Tampa Bay Lightning                               | S.S. Marie Greyhounds (OHL)                        |
| 27 | Boris Mironov (D)    | Russia         | Winnipeg Jets (da San Jose via Chicago)           | CSKA Mosca (URSS)                                  |
| 28 | Paul Brousseau (AD)  | Canada         | Quebec Nordiques                                  | Hull Olympiques (QMJHL)                            |
| 29 | Tuomas Grönman (D)   | Finlandia      | Quebec Nordiques (da Toronto)                     | Tacoma Rockets (WHL)                               |
| 30 | Chris O'Sullivan (D) | Stati Uniti    | Calgary Flames                                    | Catholic Memorial High School (USHS-Massachusetts) |
| 31 | Denis Metljuk (C)    | Russia         | Philadelphia Flyers                               | Lada Togliatti (URSS)                              |
| 32 | Jim Carey (P)        | Stati Uniti    | Washington Capitals (da NY Islanders via Toronto) | Catholic Memorial High School (USHS-Massachusetts) |
| 33 | Valerij Bure (AD)    | Russia         | Montreal Canadiens (da Hartford)                  | Spokane Chiefs (WHL)                               |
| 34 | Jarkko Varvio (AD)   | Finlandia      | Minnesota North Stars                             | HPK (SM-liiga)                                     |
| 35 | Jozef Čierny (AS)    | Cecoslovacchia | Buffalo Sabres                                    | HKm Zvolen (Extraliga)                             |
| 36 | Jeff Shantz (C)      | Russia         | Chicago Blackhawks (da Winnipeg)                  | Regina Pats (WHL)                                  |
| 37 | Martin Reichel (AD)  | Cecoslovacchia | Edmonton Oilers                                   | Wölfe Freiburg (Bundesliga)                        |
| 38 | Igor' Korolëv (C)    | Russia         | St. Louis Blues                                   | Dinamo Mosca (URSS)                                |
| 39 | Justin Hocking (D)   | Canada         | Los Angeles Kings                                 | Spokane Chiefs (WHL)                               |
| 40 | Michael Peca (C)     | Canada         | Vancouver Canucks (da Boston)                     | Ottawa 67's (OHL)                                  |
| 41 | Sergej Klimovič (C)  | Russia         | Chicago Blackhawks                                | Dinamo Mosca (URSS)                                |
| 42 | Sergej Brylin (C)    | Russia         | New Jersey Devils                                 | Dinamo Mosca (URSS)                                |
| 43 | Marc Hussey (D)      | Canada         | Pittsburgh Penguins                               | Moose Jaw Warriors (WHL)                           |
| 44 | Keli Corpse (C)      | Canada         | Montreal Canadiens                                | Kingston Frontenacs (OHL)                          |
| 45 | Mike Fountain (P)    | Canada         | Vancouver Canucks                                 | Oshawa Generals (OHL)                              |
| 46 | Darren McCarty (AS)  | Canada         | Detroit Red Wings                                 | Belleville Bulls (OHL)                             |
| 47 | Andrej Nikolišin (C) | Russia         | Hartford Whalers (da Washington)                  | Dinamo Mosca (URSS)                                |
| 48 | Mattias Norström (D) | Svezia         | New York Rangers                                  | AIK (Elitserien)                                   |

### Terzo giro
| #  | Giocatore              | Nazionalità    | Squadra NHL                      | Squadra di provenienza                      |
| -- | ---------------------- | -------------- | -------------------------------- | ------------------------------------------- |
| 49 | Brent Gretzky (C)      | Canada         | Tampa Bay Lightning              | Belleville Bulls (OHL)                      |
| 50 | Drew Bannister (D)     | Canada         | Ottawa Senators                  | Shawinigan Cataractes (QMJHL)               |
| 51 | Aleksandr Čerbaev (AD) | Russia         | San Jose Sharks                  | Chimik Voskresensk (URSS)                   |
| 52 | Manny Fernandez (P)    | Canada         | Quebec Nordiques                 | Laval Titan (QMJHL)                         |
| 53 | Stefan Ustorf (AS)     | Germania       | Washington Capitals (da Toronto) | Kaufbeuren (Bundesliga)                     |
| 54 | Mathias Johansson (AS) | Svezia         | Calgary Flames                   | Färjestad (Elitserien)                      |
| 55 | Sergejs Žoltoks (C)    | Lettonia       | Boston Bruins (da Philadelphia)  | Stars Riga (URSS)                           |
| 56 | Jarrett Deuling (AS)   | Canada         | New York Islanders               | Kamloops Blazers (WHL)                      |
| 57 | Jan Vopat (D)          | Cecoslovacchia | Hartford Whalers                 | Litvínov (Extraliga)                        |
| 58 | Jeff Bes (C)           | Canada         | Minnesota North Stars            | Guelph Storm (OHL)                          |
| 59 | Ondřej Steiner (C)     | Cecoslovacchia | Buffalo Sabres                   | Plzeň 1929 (Extraliga)                      |
| 60 | Jeremy Stevenson (AS)  | Stati Uniti    | Winnipeg Jets                    | Cornwall Royals (OHL)                       |
| 61 | Simon Roy (D)          | Canada         | Edmonton Oilers                  | Shawinigan Cataractes (QMJHL)               |
| 62 | Vitalij Karamnov (AS)  | Russia         | St. Louis Blues                  | Dinamo Mosca (URSS)                         |
| 63 | Sandy Allan (P)        | Canada         | Los Angeles Kings                | North Bay Centennials (OHL)                 |
| 64 | Vitalij Prochorov (AS) | Russia         | St. Louis Blues (da Boston)      | Spartak Mosca (URSS)                        |
| 65 | Kirk Maltby (AS)       | Canada         | Edmonton Oilers (da Chicago)     | Owen Sound Attack (OHL)                     |
| 66 | Cale Hulse (D)         | Canada         | New Jersey Devils                | Portland Winterhawks (WHL)                  |
| 67 | Travis Thiessen (D)    | Canada         | Pittsburgh Penguins              | Moose Jaw Warriors (WHL)                    |
| 68 | Craig Rivet (D)        | Canada         | Montreal Canadiens               | Kingston Frontenacs (OHL)                   |
| 69 | Jeff Connolly (C)      | Stati Uniti    | Vancouver Canucks                | St. Sebastian's School (USHS-Massachusetts) |
| 70 | Sylvain Cloutier (C)   | Canada         | Detroit Red Wings                | Guelph Storm (OHL)                          |
| 71 | Martin Gendron (AD)    | Canada         | Washington Capitals              | Saint-Hyacinthe Lasers (QMJHL)              |
| 72 | Eric Cairns (AS)       | Canada         | New York Rangers                 | Detroit Jr. Red Wings (OHL)                 |

### Quarto giro
| #  | Giocatore                | Nazionalità    | Squadra NHL                         | Squadra di provenienza         |
| -- | ------------------------ | -------------- | ----------------------------------- | ------------------------------ |
| 73 | Radek Hamr (D)           | Cecoslovacchia | Ottawa Senators                     | Sparta Praga (Extraliga)       |
| 74 | Aaron Gavey (C)          | Canada         | Tampa Bay Lightning                 | S.S. Marie Greyhounds (OHL)    |
| 75 | Jan Čaloun (AD)          | Cecoslovacchia | San Jose Sharks                     | Litvínov (Extraliga)           |
| 76 | Ian McIntyre (AS)        | Canada         | Quebec Nordiques                    | Beauport Harfangs (QMJHL)      |
| 77 | Nikolaj Borščevskij (AD) | Russia         | Toronto Maple Leafs                 | Spartak Mosca (URSS)           |
| 78 | Róbert Švehla (D)        | Cecoslovacchia | Calgary Flames                      | Dukla Trenčín (Extraliga)      |
| 79 | Kevin Smyth (AS)         | Canada         | Hartford Whalers (da Philadelphia)  | Moose Jaw Warriors (WHL)       |
| 80 | Dean Melanson (D)        | Canada         | Buffalo Sabres (da NY Islanders)    | Saint-Hyacinthe Lasers (QMJHL) |
| 81 | Jason McBain (D)         | Stati Uniti    | Hartford Whalers                    | Portland Winterhawks (WHL)     |
| 82 | Louis Bernard (D)        | Canada         | Montreal Canadiens (da Minnesota)   | D.ville Voltigeurs (QMJHL)     |
| 83 | Matthew Barnaby (AD)     | Canada         | Buffalo Sabres                      | Beauport Harfangs (QMJHL)      |
| 84 | Mark Visheau (D)         | Canada         | Winnipeg Jets                       | London Knights (OHL)           |
| 85 | Chris Ferraro (C)        | Stati Uniti    | New York Rangers (da Edmonton)      | Waterloo Black Hawks (USHL)    |
| 86 | Lee Leslie (AS)          | Canada         | St. Louis Blues                     | Prince Albert Raiders (WHL)    |
| 87 | Kevin Brown (AD)         | Canada         | Los Angeles Kings                   | Belleville Bulls (OHL)         |
| 88 | Jere Lehtinen (AD)       | Finlandia      | Minnesota North Stars (da Boston)   | Espoo Blues (SM-liiga)         |
| 89 | Andy MacIntyre (AS)      | Canada         | Chicago Blackhawks                  | Saskatoon Blades (WHL)         |
| 90 | Vitalij Tomilin (AS)     | Russia         | New Jersey Devils                   | Kryl'ja Sovetov (URSS)         |
| 91 | Todd Klassen (D)         | Canada         | Pittsburgh Penguins                 | Tri-City Americans (WHL)       |
| 92 | Marc Lamothe (P)         | Canada         | Montreal Canadiens                  | Kingston Frontenacs (OHL)      |
| 93 | Brent Tully (D)          | Canada         | Vancouver Canucks                   | Peterborough Petes (OHL)       |
| 94 | Scott McCabe (D)         | Stati Uniti    | New Jersey Devils (da Detroit)      | Detroit GPD Midgets (MWEHL)    |
| 95 | Mark Raiter (D)          | Canada         | Toronto Maple Leafs (da Washington) | Saskatoon Blades (WHL)         |
| 96 | Ralph Intranuovo (AS)    | Canada         | Edmonton Oilers (da NY Rangers)     | S.S. Marie Greyhounds (OHL)    |

### Quinto giro
| #   | Giocatore                 | Nazionalità    | Squadra NHL                                    | Squadra di provenienza                   |
| --- | ------------------------- | -------------- | ---------------------------------------------- | ---------------------------------------- |
| 97  | Brantt Myhres (AS)        | Canada         | Tampa Bay Lightning                            | Lethbridge Hurricanes (WHL)              |
| 98  | Daniel Guérard (AD)       | Canada         | Ottawa Senators                                | S.S. Marie Greyhounds (OHL)              |
| 99  | Marcus Ragnarsson (D)     | Svezia         | San Jose Sharks                                | Djurgården (Elitserien)                  |
| 100 | Charlie Wasley (D)        | Stati Uniti    | Quebec Nordiques                               | St. Paul Vulcans (NAHL)                  |
| 101 | Janne Gronvall (D)        | Finlandia      | Toronto Maple Leafs                            | Lukko Rauma (SM-liiga)                   |
| 102 | Sami Helenius (D)         | Finlandia      | Calgary Flames                                 | Jokerit (SM-liiga)                       |
| 103 | Vladislav Bul'in (D)      | Russia         | Philadelphia Flyers                            | Dizel' Penza (URSS)                      |
| 104 | Tomáš Klimt (C)           | Cecoslovacchia | New York Islanders                             | Plzeň 1929 (Extraliga)                   |
| 105 | Ryan Duthie (C)           | Canada         | New York Islanders (da Hartford)               | Spokane Chiefs (WHL)                     |
| 106 | Chris DeRuiter (AD)       | Canada         | Toronto Maple Leafs (da Minnesota via Buffalo) | Kingston Frontenacs (OHL)                |
| 107 | Markus Ketterer (P)       | Finlandia      | Buffalo Sabres                                 | Jokerit (SM-liiga)                       |
| 108 | Jurij Chmylëv (AS)        | Russia         | Buffalo Sabres (da Winnipeg)                   | Kryl'ja Sovetov (URSS)                   |
| 109 | Joaquin Gage (P)          | Canada         | Edmonton Oilers                                | Portland Winterhawks (WHL)               |
| 110 | Brian Loney (AD)          | Canada         | Vancouver Canucks (da St. Louis)               | Ohio State Buckeyes (CCHA)               |
| 111 | Jeff Shevalier (AS)       | Canada         | Los Angeles Kings                              | North Bay Centennials (OHL)              |
| 112 | Scott Bailey (P)          | Canada         | Boston Bruins                                  | Spokane Chiefs (WHL)                     |
| 113 | Tim Hogan (D)             | Canada         | Chicago Blackhawks                             | Michigan Wolverines (CCHA)               |
| 114 | Ryan Black (AS)           | Canada         | New Jersey Devils                              | Peterborough Petes (OHL)                 |
| 115 | Philippe DeRouville (P)   | Canada         | Pittsburgh Penguins                            | Verdun Collège Français (QMJHL)          |
| 116 | Don Chase (C)             | Stati Uniti    | Montreal Canadiens                             | Springfield Olympics (EJHL)              |
| 117 | Adrian Aucoin (D)         | Canada         | Vancouver Canucks                              | Boston U. Terriers (Hockey East)         |
| 118 | Mike Sullivan (C)         | Stati Uniti    | Detroit Red Wings                              | Reading High School (USHS-Massachusetts) |
| 119 | John Varga (AS)           | Stati Uniti    | Washington Capitals                            | Tacoma Rockets (WHL)                     |
| 120 | Dzmitryj Starascenka (AD) | Bielorussia    | New York Rangers                               | CSKA Mosca (URSS)                        |

### Sesto giro
| #   | Giocatore                  | Nazionalità    | Squadra NHL                      | Squadra di provenienza                 |
| --- | -------------------------- | -------------- | -------------------------------- | -------------------------------------- |
| 121 | Al Sinclair (D)            | Canada         | Ottawa Senators                  | Michigan Wolverines (CCHA)             |
| 122 | Martin Tanguay (C)         | Canada         | Tampa Bay Lightning              | Verdun Collège Français (QMJHL)        |
| 123 | Michal Sýkora (D)          | Cecoslovacchia | San Jose Sharks                  | Tacoma Rockets (WHL)                   |
| 124 | Paxton Schulte (AS)        | Canada         | Quebec Nordiques                 | Spokane Chiefs (WHL)                   |
| 125 | Mikael Håkanson (C)        | Svezia         | Toronto Maple Leafs              | Nacka HK (Elitserien)                  |
| 126 | Ravil Jakubov (C)          | Russia         | Calgary Flames                   | Dinamo Mosca (URSS)                    |
| 127 | Roman Zolotov (D)          | Russia         | Philadelphia Flyers              | Dinamo Mosca (URSS)                    |
| 128 | Derek Armstrong (C)        | Canada         | New York Islanders               | Sudbury Wolves (OHL)                   |
| 129 | Joël Bouchard (D)          | Canada         | Calgary Flames (da Hartford)     | Verdun Collège Français (QMJHL)        |
| 130 | Michael Johnson (D)        | Canada         | Minnesota North Stars            | Ottawa 67's (OHL)                      |
| 131 | Paul Rushforth (C)         | Canada         | Buffalo Sabres                   | North Bay Centennials (OHL)            |
| 132 | Oleksandr Alexeyev (D)     | Ucraina        | Winnipeg Jets                    | Sokol Kiev (URSS)                      |
| 133 | Jiří Dopita (C)            | Cecoslovacchia | Boston Bruins (da Edmonton)      | Olomouc (Extraliga)                    |
| 134 | Bob Lachance (AD)          | Stati Uniti    | St. Louis Blues                  | Springfield Olympics (EJHL)            |
| 135 | Rem Murray (AS)            | Canada         | Los Angeles Kings                | Michigan St. Spartans (CCHA)           |
| 136 | Grigorijs Panteļejevs (AS) | Lettonia       | Boston Bruins                    | Stars Riga (URSS)                      |
| 137 | Gerry Skrypec (D)          | Canada         | Chicago Blackhawks               | Ottawa 67's (OHL)                      |
| 138 | Dan Trebil (D)             | Stati Uniti    | New Jersey Devils                | Bloomington Jefferson (USHS-Minnesota) |
| 139 | Artëm Kopot (D)            | Russia         | Pittsburgh Penguins              | Traktor Čeljabinsk (URSS)              |
| 140 | Martin Sychra (C)          | Cecoslovacchia | Montreal Canadiens               | Kometa Brno (Extraliga)                |
| 141 | Jason Clark (C)            | Canada         | Vancouver Canucks                | St. Thomas Stars (WOHL)                |
| 142 | Jason MacDonald (AD)       | Canada         | Detroit Red Wings                | Owen Sound Attack (OHL)                |
| 143 | Jarrett Reid (C)           | Canada         | Hartford Whalers (da Washington) | S.S. Marie Greyhounds (OHL)            |
| 144 | David Dal Grande (D)       | Canada         | New York Rangers                 | Ottawa Jr. Senators (CCHL)             |

### Settimo giro
| #   | Giocatore             | Nazionalità    | Squadra NHL                         | Squadra di provenienza                 |
| --- | --------------------- | -------------- | ----------------------------------- | -------------------------------------- |
| 145 | Derek Wilkinson (P)   | Canada         | Tampa Bay Lightning                 | Plymouth Whalers (OHL)                 |
| 146 | Jaroslav Miklenda (P) | Cecoslovacchia | Ottawa Senators                     | Olomouc (Extraliga)                    |
| 147 | Éric Bellerose (AS)   | Canada         | San Jose Sharks                     | Trois-Rivières Draveurs (QMJHL)        |
| 148 | Martin Lepage (D)     | Canada         | Quebec Nordiques                    | Hull Olympiques (QMJHL)                |
| 149 | Patrik Augusta (AD)   | Cecoslovacchia | Toronto Maple Leafs                 | Dukla Jihlava (Extraliga)              |
| 150 | Pavel Rajnoha (D)     | Cecoslovacchia | Calgary Flames                      | PSG Zlín (Extraliga)                   |
| 151 | Kirk Daubenspeck (P)  | Stati Uniti    | Philadelphia Flyers                 | Culver Military Academy (USHS-Indiana) |
| 152 | Vladimir Gračev (AD)  | Russia         | New York Islanders                  | Dinamo Mosca (URSS)                    |
| 153 | Ken Belanger (AS)     | Canada         | Hartford Whalers                    | Ottawa 67's (OHL)                      |
| 154 | Kyle Peterson (C)     | Canada         | Minnesota North Stars               | Thunder Bay Flyers (USHL)              |
| 155 | Artur Oktyabrev (D)   | Russia         | Winnipeg Jets (da Buffalo)          | CSKA Mosca (URSS)                      |
| 156 | Andrej Rajskij (AS)   | Kazakistan     | Winnipeg Jets                       | Kazcink-Torpedo (URSS)                 |
| 157 | Steve Gibson (AS)     | Canada         | Edmonton Oilers                     | Windsor Spitfires (OHL)                |
| 158 | Ian Laperrière (AD)   | Stati Uniti    | St. Louis Blues                     | D.ville Voltigeurs (QMJHL)             |
| 159 | Steve O'Rourke (AD)   | Canada         | New York Islanders (da Los Angeles) | Tri-City Americans (WHL)               |
| 160 | Lance Burns (C)       | Canada         | St. Louis Blues (da Boston)         | Lethbridge Hurricanes (WHL)            |
| 161 | Mike Prokopec (AD)    | Canada         | Chicago Blackhawks                  | Cornwall Royals (OHL)                  |
| 162 | Geordie Kinnear (D)   | Canada         | New Jersey Devils                   | Peterborough Petes (OHL)               |
| 163 | Jan Alinč (AS)        | Cecoslovacchia | Pittsburgh Penguins                 | Litvínov (Extraliga)                   |
| 164 | Christian Proulx (D)  | Canada         | Montreal Canadiens                  | St-Jean Lynx (QMJHL)                   |
| 165 | Scott Hollis (AD)     | Canada         | Vancouver Canucks                   | Oshawa Generals (OHL)                  |
| 166 | Greg Scott (P)        | Canada         | Detroit Red Wings                   | Niagara Falls Thunder (OHL)            |
| 167 | Mark Matier (D)       | Canada         | Washington Capitals                 | S.S. Marie Greyhounds (OHL)            |
| 168 | Matt Oates (AS)       | Canada         | New York Rangers                    | Miami RedHawks (CCHA)                  |

### Ottavo giro
| #   | Giocatore               | Nazionalità | Squadra NHL                                   | Squadra di provenienza                    |
| --- | ----------------------- | ----------- | --------------------------------------------- | ----------------------------------------- |
| 169 | Jay Kenney (D)          | Stati Uniti | Ottawa Senators                               | Canterbury High School (USHS-Connecticut) |
| 170 | Dennis Maxwell (C)      | Stati Uniti | Tampa Bay Lightning                           | Niagara Falls Thunder (OHL)               |
| 171 | Ryan Smith (D)          | Canada      | San Jose Sharks                               | Brandon Wheat Kings (WHL)                 |
| 172 | Mike Jickling (C)       | Canada      | Quebec Nordiques                              | Spokane Chiefs (WHL)                      |
| 173 | Ryan VandenBussche (AD) | Canada      | Toronto Maple Leafs                           | Cornwall Royals (OHL)                     |
| 174 | Ryan Mulhern (C)        | Stati Uniti | Calgary Flames                                | Canterbury High School (USHS-Connecticut) |
| 175 | Claude Jutras (AD)      | Canada      | Philadelphia Flyers                           | Hull Olympiques (QMJHL)                   |
| 176 | Jason Widmer (D)        | Canada      | New York Islanders                            | Lethbridge Hurricanes (WHL)               |
| 177 | Konstantin Korotkov (C) | Russia      | Hartford Whalers                              | Spartak Mosca (URSS)                      |
| 178 | Juha Lind (AS)          | Finlandia   | Minnesota North Stars                         | Jokerit (SM-liiga)                        |
| 179 | Dean Tiltgen (C)        | Canada      | Buffalo Sabres                                | Tri-City Americans (WHL)                  |
| 180 | Igor' Boldin (C)        | Russia      | St. Louis Blues (da Winnipeg)                 | Spartak Mosca (URSS)                      |
| 181 | Kyuin Shim (AS)         | Stati Uniti | Edmonton Oilers                               | Sherwood Park Crusaders (AJHL)            |
| 182 | Nick Naumenko (D)       | Stati Uniti | St. Louis Blues                               | Dubuque Fighting Saints (USHL)            |
| 183 | Justin Krall (D)        | Stati Uniti | Detroit Red Wings (da Los Angeles)            | Omaha Lancers (USHL)                      |
| 184 | Kurt Seher (D)          | Canada      | Boston Bruins                                 | Seattle Thunderbirds (WHL)                |
| 185 | Layne Roland (AD)       | Canada      | Chicago Blackhawks                            | Portland Winterhawks (WHL)                |
| 186 | Stéphane Yelle (C)      | Canada      | New Jersey Devils                             | Oshawa Generals (OHL)                     |
| 187 | Fran Bussey (C)         | Stati Uniti | Pittsburgh Penguins                           | Duluth East High School (USHS-Minnesota)  |
| 188 | Michael Burman (D)      | Canada      | Montreal Canadiens                            | North Bay Centennials (OHL)               |
| 189 | C. J. Denomme (P)       | Canada      | Detroit Red Wings (da Vancouver via San Jose) | Kitchener Rangers (OHL)                   |
| 190 | Colin Schmidt (C)       | Canada      | Edmonton Oilers (da Detroit via NY Rangers)   | Niagara Falls Thunder (OHL)               |
| 191 | Mike Mathers (AS)       | Canada      | Washington Capitals                           | Kamloops Blazers (WHL)                    |
| 192 | Mickey Elick (D)        | Canada      | New York Rangers                              | Wisconsin Badgers (WCHA)                  |

### Nono giro
| #   | Giocatore              | Nazionalità | Squadra NHL           | Squadra di provenienza                       |
| --- | ---------------------- | ----------- | --------------------- | -------------------------------------------- |
| 193 | Andrew Kemper (D)      | Canada      | Tampa Bay Lightning   | Seattle Thunderbirds (WHL)                   |
| 194 | Claude Savoie (AD)     | Canada      | Ottawa Senators       | Victoriaville Tigres (QMJHL)                 |
| 195 | Chris Burns (P)        | Canada      | San Jose Sharks       | Thunder Bay Flyers (USHL)                    |
| 196 | Steve Passmore (P)     | Canada      | Quebec Nordiques      | Kamloops Blazers (WHL)                       |
| 197 | Wayne Clarke (AD)      | Canada      | Toronto Maple Leafs   | RPI Engineers (ECAC)                         |
| 198 | Brandon Carper (D)     | Stati Uniti | Calgary Flames        | Bowling Green Falcons (CCHA)                 |
| 199 | Jonas Håkansson (AD)   | Svezia      | Philadelphia Flyers   | Malmö (Elitserien)                           |
| 200 | Daniel Paradis (C)     | Canada      | New York Islanders    | Chic. Saguenéens (QMJHL)                     |
| 201 | Greg Zwakman (D)       | Stati Uniti | Hartford Whalers      | Edina High School (USHS-Minnesota)           |
| 202 | Lars Edström (AS)      | Svezia      | Minnesota North Stars | Luleå (Elitserien)                           |
| 203 | Todd Simon (C)         | Canada      | Buffalo Sabres        | Niagara Falls Thunder (OHL)                  |
| 204 | Nikolaj Chabibulin (P) | Russia      | Winnipeg Jets         | CSKA Mosca (URSS)                            |
| 205 | Marko Tuomainen (AD)   | Finlandia   | Edmonton Oilers       | Clarkson Golden Knights (ECAC)               |
| 206 | Todd Harris (D)        | Canada      | St. Louis Blues       | Tri-City Americans (WHL)                     |
| 207 | Magnus Wernblom (AD)   | Svezia      | Los Angeles Kings     | MODO (Elitserien)                            |
| 208 | Mattias Timander (D)   | Svezia      | Boston Bruins         | MODO (Elitserien)                            |
| 209 | David Hymovitz (AS)    | Stati Uniti | Chicago Blackhawks    | Thayer Academy (USHS-Massachusetts)          |
| 210 | Jeff Toms (AS)         | Canada      | New Jersey Devils     | S.S. Marie Greyhounds (OHL)                  |
| 211 | Brian Bonin (C)        | Stati Uniti | Pittsburgh Penguins   | White Bear Lake High School (USHS-Minnesota) |
| 212 | Earl Cronan (AS)       | Stati Uniti | Montreal Canadiens    | St. Mark's School (USHS-Massachusetts)       |
| 213 | Sonny Mignacca (P)     | Canada      | Vancouver Canucks     | Kitchener Rangers (OHL)                      |
| 214 | Jeff Walker (D)        | Canada      | Detroit Red Wings     | Peterborough Petes (OHL)                     |
| 215 | Brian Stagg (AD)       | Canada      | Washington Capitals   | Kingston Frontenacs (OHL)                    |
| 216 | Daniel Brierley (D)    | Stati Uniti | New York Rangers      | Choate Rosemary Hall (USHS-Connecticut)      |

### Decimo giro
| #   | Giocatore                | Nazionalità | Squadra NHL                 | Squadra di provenienza                    |
| --- | ------------------------ | ----------- | --------------------------- | ----------------------------------------- |
| 217 | Jake Grimes (C)          | Canada      | Ottawa Senators             | Belleville Bulls (OHL)                    |
| 218 | Marc Tardif (AS)         | Canada      | Tampa Bay Lightning         | Shawinigan Cataractes (QMJHL)             |
| 219 | Aleksandr Cholomeev (AD) | Russia      | San Jose Sharks             | Fort Worth Fire (CHL)                     |
| 220 | Anson Carter (AD)        | Canada      | Quebec Nordiques            | Wexford Raiders (MetJHL)                  |
| 221 | Sergej Simonov (D)       | Russia      | Toronto Maple Leafs         | Kristall Saratov (URSS)                   |
| 222 | Jonas Höglund (AD)       | Svezia      | Calgary Flames              | Färjestad (Elitserien)                    |
| 223 | Chris Herperger (AS)     | Canada      | Philadelphia Flyers         | Swift Current Broncos (WHL)               |
| 224 | David Wainwright (D)     | Stati Uniti | New York Islanders          | Thayer Academy (USHS-Massachusetts)       |
| 225 | Steve Halko (D)          | Canada      | Hartford Whalers            | Thornhill Islanders (OJHL)                |
| 226 | Jeff Romfo (C)           | Stati Uniti | Minnesota North Stars       | Blaine High School (USHS-Minnesota)       |
| 227 | Rick Kowalsky (AD)       | Canada      | Buffalo Sabres              | S.S. Marie Greyhounds (OHL)               |
| 228 | Evgenij Garanin (C)      | Russia      | Winnipeg Jets               | Chimik Voskresensk (URSS)                 |
| 229 | Teemu Numminen (C)       | Finlandia   | Winnipeg Jets (da Edmonton) | Stoneham High School (USHS-Massachusetts) |
| 230 | Jurij Hun'ko (D)         | Ucraina     | St. Louis Blues             | Sokol Kiev (URSS)                         |
| 231 | Ryan Pisiak (AD)         | Canada      | Los Angeles Kings           | Prince Albert Raiders (WHL)               |
| 232 | Chris Crombie (AS)       | Canada      | Boston Bruins               | London Knights (OHL)                      |
| 233 | Richard Raymond (D)      | Canada      | Chicago Blackhawks          | Cornwall Royals (OHL)                     |
| 234 | Heath Weenk (D)          | Canada      | New Jersey Devils           | Regina Pats (WHL)                         |
| 235 | Brian Callahan (C)       | Stati Uniti | Pittsburgh Penguins         | Belmont Hill School (USHS-Massachusetts)  |
| 236 | Trent Cavicchi (P)       | Canada      | Montreal Canadiens          | Dartmouth Midget All Stars (NSMMHL)       |
| 237 | Mark Wotton (D)          | Canada      | Vancouver Canucks           | Saskatoon Blades (WHL)                    |
| 238 | Dan McGillis (D)         | Canada      | Detroit Red Wings           | Hawkesbury Hawks (CCHL)                   |
| 239 | Greg Callahan (D)        | Stati Uniti | Washington Capitals         | Belmont Hill School (USHS-Massachusetts)  |
| 240 | Vladimir Vorob'ëv (AD)   | Russia      | New York Rangers            | Severstal’ (URSS)                         |

### Undicesimo giro
| #   | Giocatore                | Nazionalità    | Squadra NHL                     | Squadra di provenienza                      |
| --- | ------------------------ | -------------- | ------------------------------- | ------------------------------------------- |
| 241 | Tom MacDonald (C)        | Canada         | Tampa Bay Lightning             | S.S. Marie Greyhounds (OHL)                 |
| 242 | Tomáš Jelínek (AD)       | Cecoslovacchia | Ottawa Senators                 | HPK (SM-liiga)                              |
| 243 | Viktors Ignatjevs (D)    | Lettonia       | San Jose Sharks                 | Pardaugava Riga (URSS)                      |
| 244 | Aaron Ellis (P)          | Stati Uniti    | Quebec Nordiques                | Culver Military Academy (USHS-Indiana)      |
| 245 | Nathan Dempsey (D)       | Canada         | Toronto Maple Leafs             | Regina Pats (WHL)                           |
| 246 | Andrej Potajčuk (AD)     | Russia         | Calgary Flames                  | Kryl'ja Sovetov (URSS)                      |
| 247 | Patrice Paquin (AS)      | Canada         | Philadelphia Flyers             | Beauport Harfangs (QMJHL)                   |
| 248 | Andrej Vasil'ev (AS)     | Russia         | New York Islanders              | CSKA Mosca (URSS)                           |
| 249 | Joakim Esbjörs (D)       | Svezia         | Hartford Whalers                | Västra Frölunda HC (Elitserien)             |
| 250 | Jeff Moen (P)            | Stati Uniti    | Minnesota North Stars           | Roseville High School (USHS-Minnesota)      |
| 251 | Chris Clancy (AS)        | Canada         | Buffalo Sabres                  | Cornwall Royals (OHL)                       |
| 252 | Andrej Karpovcev (AD)    | Russia         | Winnipeg Jets                   | Dinamo Mosca (URSS)                         |
| 253 | Brian Rasmussen (AS)     | Stati Uniti    | Edmonton Oilers                 | St. Louis Park High School (USHS-Minnesota) |
| 254 | Ivan Vologjaninov (AS)   | Russia         | Winnipeg Jets (da St. Louis)    | Sokol Kiev (URSS)                           |
| 255 | Jukka Tiilikainen (AS)   | Finlandia      | Los Angeles Kings               | Espoo Blues (SM-liiga)                      |
| 256 | Denis Červjakov (AS)     | Russia         | Boston Bruins                   | Pardaugava Riga (URSS)                      |
| 257 | Evgenij Pavlov (AD)      | Russia         | Boston Bruins (da Chicago)      | SKA Leningrado (URSS)                       |
| 258 | Vladislav Jakovenko (AS) | Russia         | New Jersey Devils               | Spartak Mosca (URSS)                        |
| 259 | Wade Salzman (P)         | Stati Uniti    | St. Louis Blues (da Pittsburgh) | Duluth East High School (USHS-Minnesota)    |
| 260 | Hiroyuki Miura (D)       | Giappone       | Montreal Canadiens              | Seibu Bears Tokyo (JIHL)                    |
| 261 | Aaron Boh (D)            | Canada         | Vancouver Canucks               | Spokane Chiefs (WHL)                        |
| 262 | Ryan Bach (P)            | Canada         | Detroit Red Wings               | Notre Dame Hounds (SJHL)                    |
| 263 | B. J. MacPherson (AS)    | Stati Uniti    | Washington Capitals             | Oshawa Generals (OHL)                       |
| 264 | Petter Rönnquist (P)     | Svezia         | Ottawa Senators (da NY Rangers) | Nacka HK (Elitserien)                       |

## Selezioni classificate per nazionalità
| Pos. | Paese          | Selezioni |
|      | Nord America   | 174       |
| ---- | -------------- | --------- |
| 1    | Canada         | 136       |
| 2    | Stati Uniti    | 38        |
|      | Europa         | 90        |
| 3    | Russia         | 39        |
| 4    | Cecoslovacchia | 20        |
| 5    | Svezia         | 11        |
| 6    | Finlandia      | 10        |
| 7    | Lettonia       | 3         |
| 7    | Ucraina        | 3         |
| 9    | Bielorussia    | 1         |
| 9    | Germania       | 1         |
| 9    | Giappone       | 1         |
| 9    | Kazakistan     | 1         |